# Jenaer Bäder
Öffentliche Bäder werden durch die Stadt Jena seit 1898 betrieben. Heute gehören diese zum kommunalen Unternehmen Jenaer Bäder und Freizeit GmbH (JBG), einem Unternehmen der Stadtwerke-Jena-Gruppe.

## Das Unternehmen „Jenaer Bäder und Freizeit GmbH“
Im Oktober 1997 wurden die Technischen Werke Jena beauftragt, mit Wirkung zum 1. Januar 1998 die Jenaer Bäder und Freizeit GmbH (JBG) als vollwertige Tochterfirma zu gründen, welche sämtliche bis zu diesem Zeitpunkt städtisch betriebenen Einrichtungen, daneben, mit Ausnahme des Volksbades Jena, auch die dazugehörigen Immobilien, sowie weiterhin das Personal als Gesamtbestand übernehmen sollte. Diese Festlegung setzte den Neubau des später als GalaxSea bezeichneten Freizeitbades voraus.
Der Schwerpunkt im Freizeitsegment liegt im Betrieb des Freizeitbades „GalaxSea“ in Jena-Winzerla durch die Bädergesellschaft. Im Vordergrund steht dabei der Bade- und Saunabetrieb, der durch Schwimm-, Fitness- und Präventionskurse sowie Wellnessangebote und die gastronomische Versorgung ergänzt wird. Die Bädergesellschaft betreibt darüber hinaus die Freibäder Ost- und Südbad in Jena sowie die Schwimmhalle in Jena-Lobeda. Die Schwimmhalle Jena-Lobeda wird vorrangig von Vereinen und von Schulen genutzt. Des Weiteren sicherte die Bädergesellschaft im Rahmen der Betriebsführung über die Sommersaison die Badeaufsicht im Freibad Hermsdorf ab.
In Lobeda-West eröffnete die Jenaer Bäder und Freizeit GmbH im Jahr 2023 eine neue Sportschwimmhalle. Mit acht wettkampftauglichen 50-Meter-Bahnen und einem modernen Lehrschwimmbecken verbessert das „Schwimmparadies Jena“ deutlich die Bedingungen für die Wassersportler der Stadt.
Geschäftsführerin der Jenaer Bäder und Freizeit GmbH ist seit dem Jahr 2016 Susan Zetzmann.

## Badeanstalten

### Volksbad

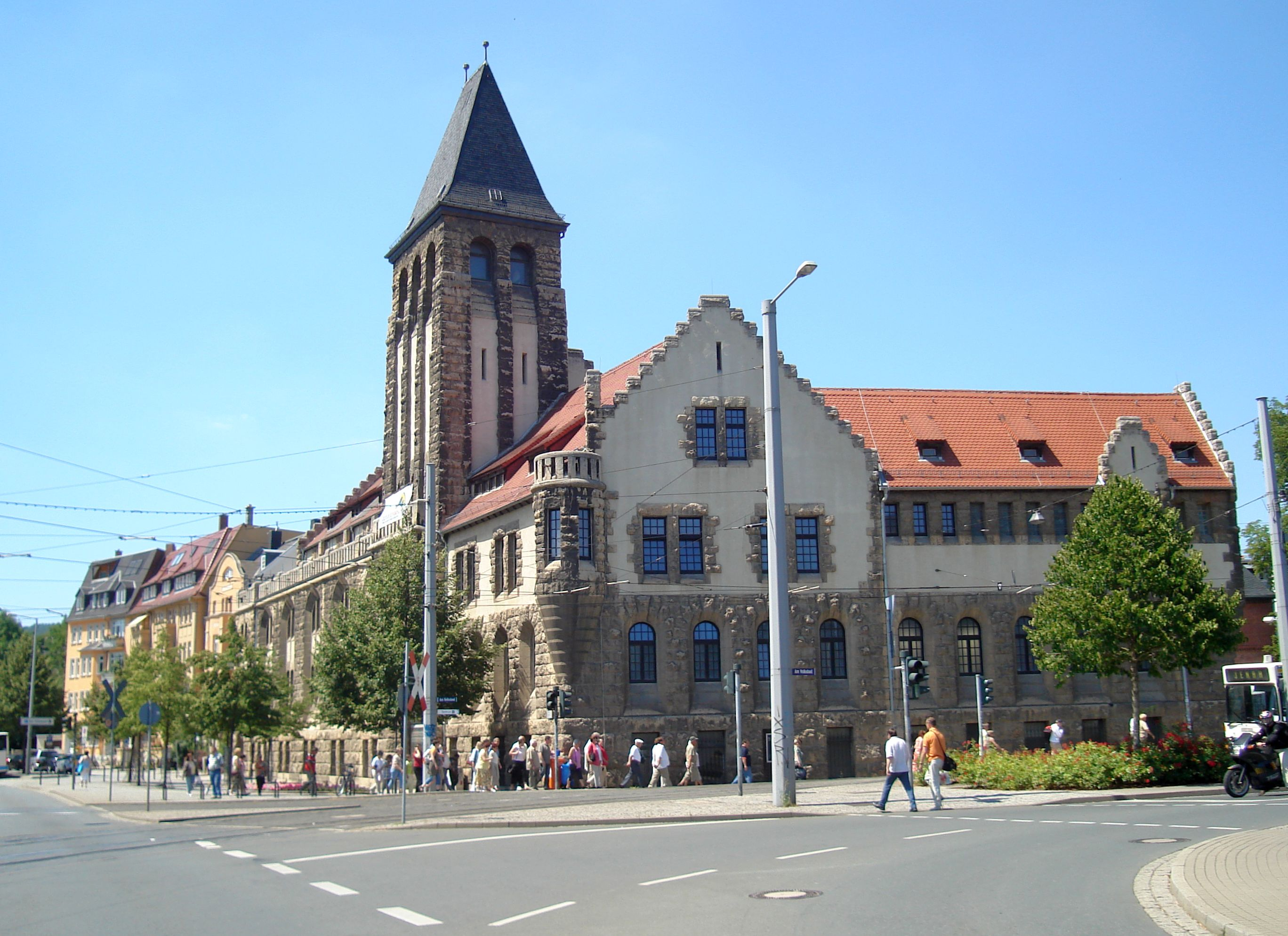
Volksbad in Jena

Das Volksbad war das erste und älteste Jenaer Hallenbad. Das Gebäude liegt in der Nähe des Jenaer Stadtzentrums und war neben der Schwimmhalle mit Saunabereichen, Wannen- und medizinischer Bademöglichkeit sowie einem Restaurant und einer Wäscherei ausgestattet.
Es wurde in den Jahren 1907 bis 1909 für rund 450 000 Mark als Kalkstein-Winkelbau mit markantem Turm errichtet. In den 1970er Jahren war es baulich und technisch verschlissen und wurde nach Eröffnung der Schwimmhalle Lobeda geschlossen, jedoch ab 1983 umgebaut und 1987 wieder eröffnet. Nach 1997 brach die Nutzerzahl der Badbereiche stark ein, da viele Badegäste die im Umland errichteten Freizeitbäder (Kristallbad in Bad Klosterlausnitz ab 1997, Toskana-Therme in Bad Sulza ab 1999) dem spartanisch eingerichteten Jenaer Bad vorzogen. Diese Entwicklung führte zur Neuerrichtung eines Freizeitbades (GalaxSea) im Stadtteil Winzerla und der Schließung des Volksbades im Jahre 2001, unter anderem aufgrund der im Gegensatz zur Lobedaer Schwimmhalle als drittem Jenaer Hallenbad höheren Betriebskosten. Die Schließung war in der Jenaer Öffentlichkeit umstritten, da die verbliebenen Stammnutzer kaum Wert auf erlebnisorientierte Angebote legten und damit verbundene höhere Eintrittspreise nicht akzeptierten. Daraus resultierten spätere Sondermaßnahmen bei der Vermarktung des neuen Freizeitbades.
Nach langer Uneinigkeit bezüglich einer weiteren Nutzung des Objektes wurde es nach einem Umbau bis zum Ende des Jahres 2007 in ein gemischt genutztes Gebäude (Veranstaltungsort sowie Verwaltungs- und Lagersitz verschiedener kommunaler Organisationen) umgewandelt. Bereits 2000 wurden einige Neugestaltungs- und -nutzungseckpunkte veröffentlicht.

### Schwimmhalle Lobeda-West

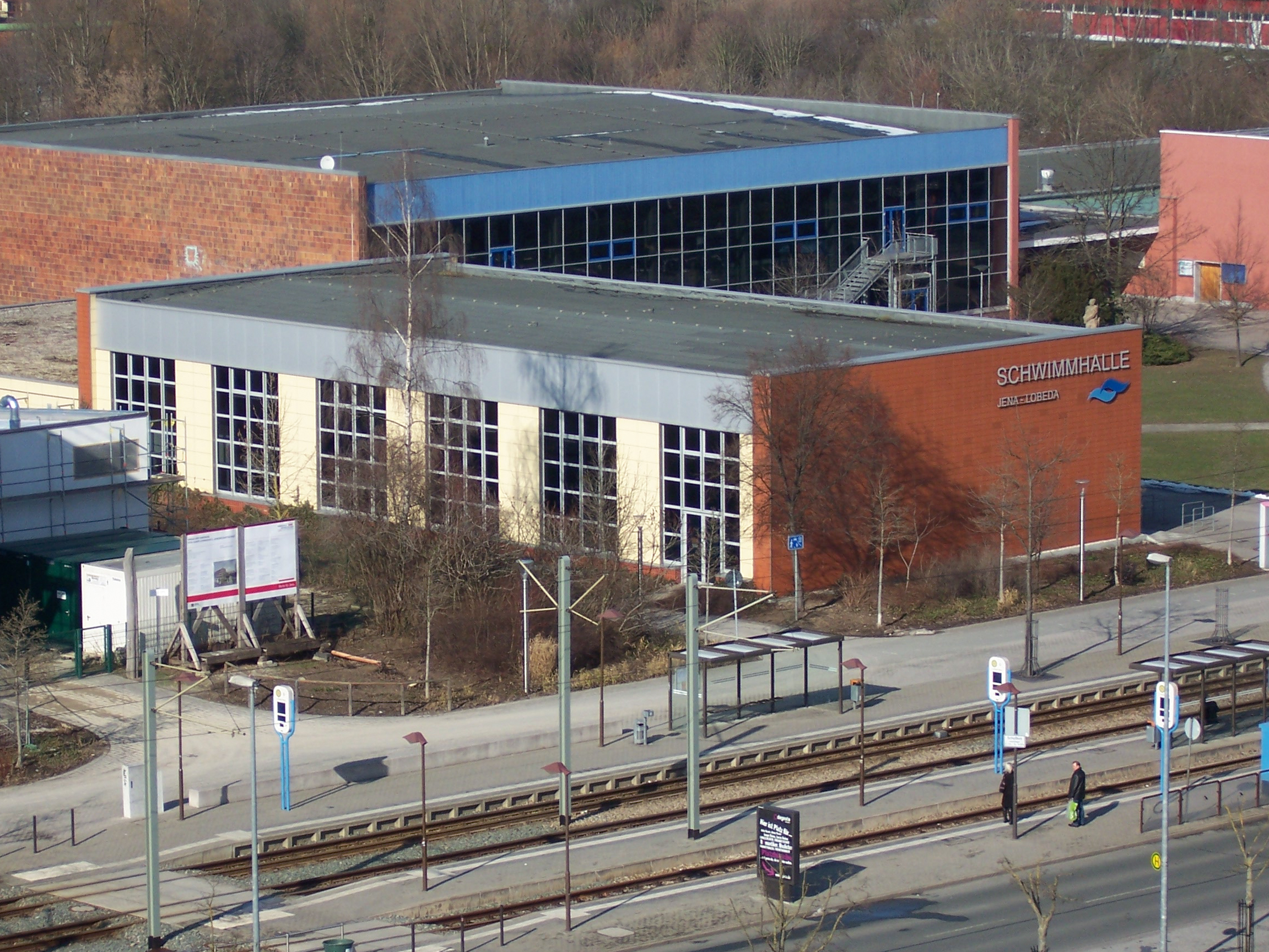
Schwimmhalle Lobeda-West

Die zum 10-jährigen Bestandsjubiläum Neulobedas im Oktober 1976 eröffnete und hauptsächlich 1992 sowie im Jahr 2004 und fassadenseitig 2006 rekonstruierte Schwimmhalle Lobeda wurde im Rahmen des Freizeitbadneubaus der Erhaltung des Volksbades als solches vorgezogen, da sich der von ihr beanspruchte Pro-Kopf-Subventionsbetrag im Vergleich als wesentlich geringer als der dortige erwies; die Schließung des Volksbades brachte weiterhin höhere sofortige Einsparungen zutage.
Die Schwimmhalle wurde im Zuge des Neubaus der Sportschwimmhalle auf dem nahe gelegenen Grundstück des früheren Kulturzentrums Lobeda-West geschlossen. Der Beschluss hierzu wurde in der Stadtratssitzung am 14. Juni 2018 einstimmig gefasst.

### Freizeitbad GalaxSea

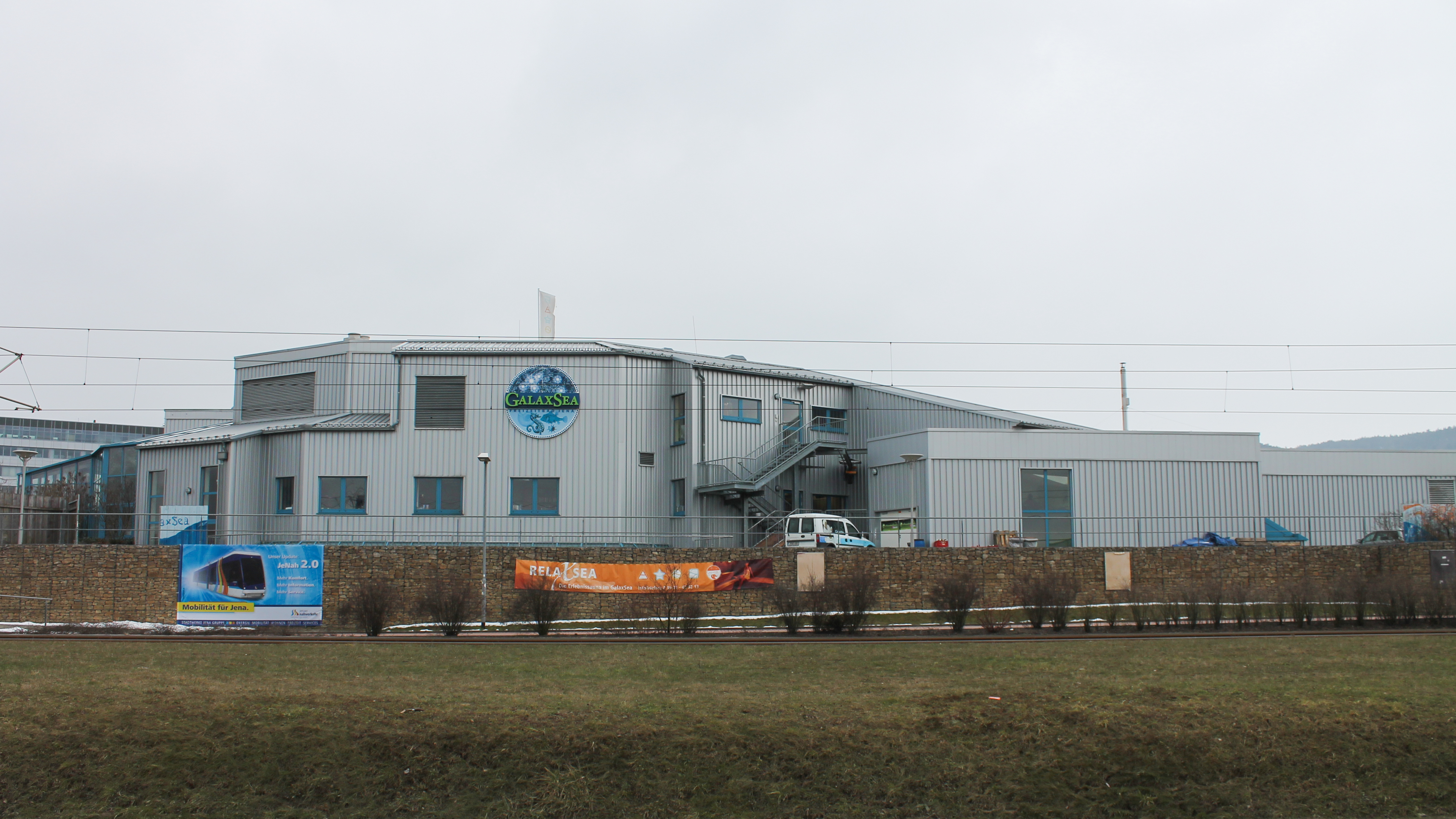
Ansicht des GalaxSea von der Lobedaer Straße

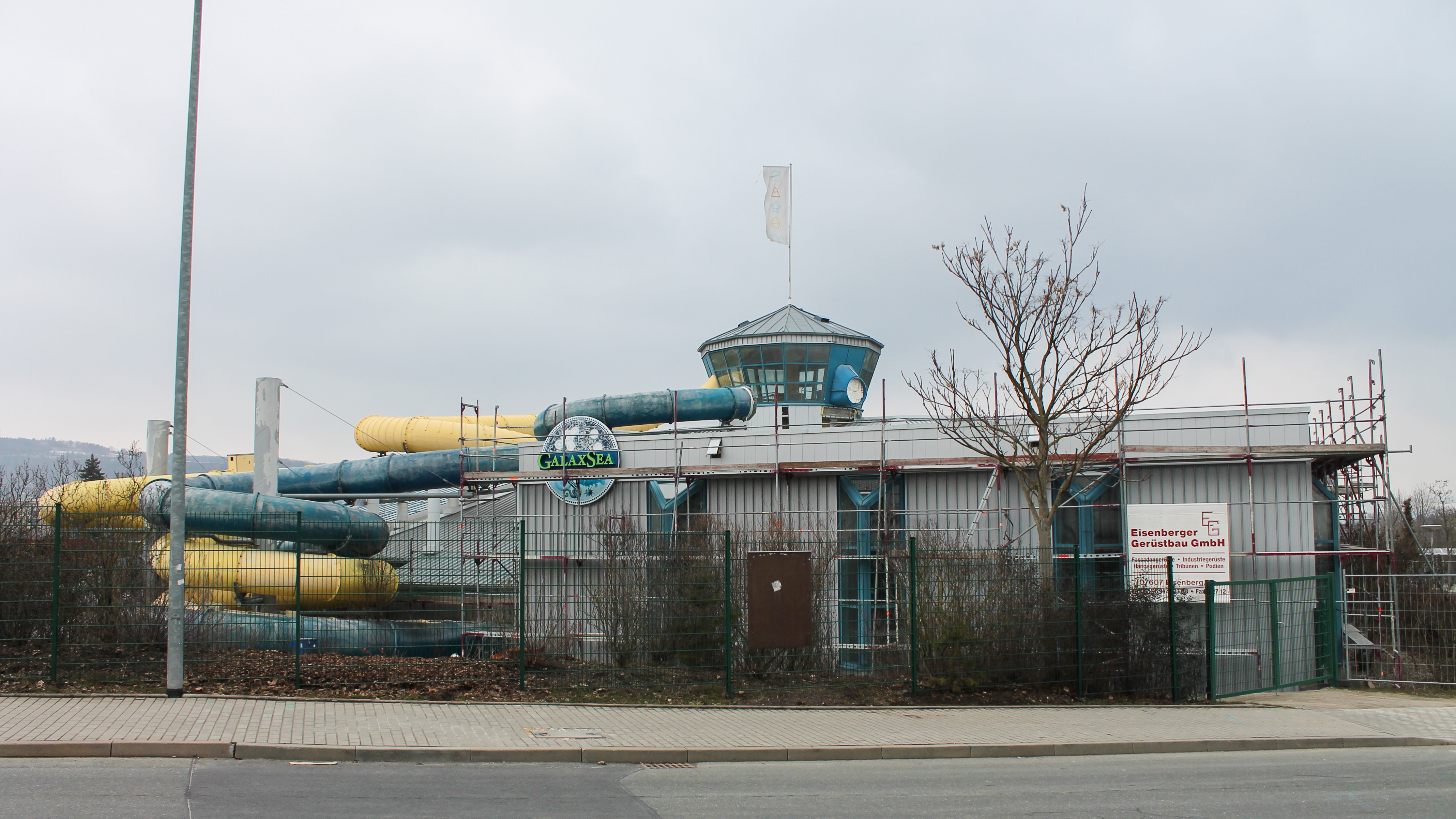
Das GalaxSea im März 2013 während der Sanierung, eingerüstet und mit einer teilweise demontierten Rutsche.

Die neu gegründete Bäderbetriebsgesellschaft wurde beauftragt, ein Freizeitbad zwischen der Lobedaer und Rudolstädter Straße sowie dem benachbarten Heizkraftwerk Jena im Stadtteil Winzerla einzurichten und erhielt im Gegenzug eine städtische Bürgschaft in Höhe von 26 Millionen DM sowie um geplante 1,5 Millionen DM erhöhte Jahreszuschüsse. Um dennoch keine massiv erhöhten Kosten entstehen zu lassen, war gleichzeitig die Schwimmhalle Lobeda in ein nicht-öffentliches Schul- und Vereinsschwimmbad ohne Sauna- oder Solariumsangebot umzuwandeln und im Weiteren das Volksbad zu schließen, sofern es nicht ausnahmslos subventionsfrei betrieben werden könnte. Eine weitere Auflage war die Bereitstellung eines mindestens wöchentlich stattfindenden preisgünstigen Schwimmangebotes.
Die Fläche der Anlagen misst rund 7.169 Quadratmeter, wovon etwa 1.056 Quadratmeter auf die Wasserfläche entfallen. Im Jahr werden etwa 30.000 Kubikmeter Wasser, 2 Millionen Kilowattstunden elektrische sowie 6,5 Millionen Kilowattstunden Wärmeenergie benötigt.
Das Bad besitzt neben einigen Spaßbecken (einschließlich Wellenbecken und Strömungskanal sowie kleinem Außenbecken) auch ein Sportbecken, welches auf 25 Metern Länge fünf Schwimmbahnen bei höchstens 3,6 Metern Wassertiefe besitzt. Das Springen von drei verschiedenen Höhen ist zeitlich begrenzt möglich, während das Schwimmbecken ansonsten gesperrt wird.
Gegen Mitte August 2011 wurde der Badebereich wegen erheblichen baulichen Mängeln bis hin zu einer Einsturzgefahr auf unbestimmte Zeit geschlossen. Der Sauna- und Wellnessbereich konnten allerdings überwiegend genutzt werden. Schließlich wurde der Badebereich erst am 21. Dezember 2013 wieder der Öffentlichkeit zugänglich gemacht.

### Ostbad

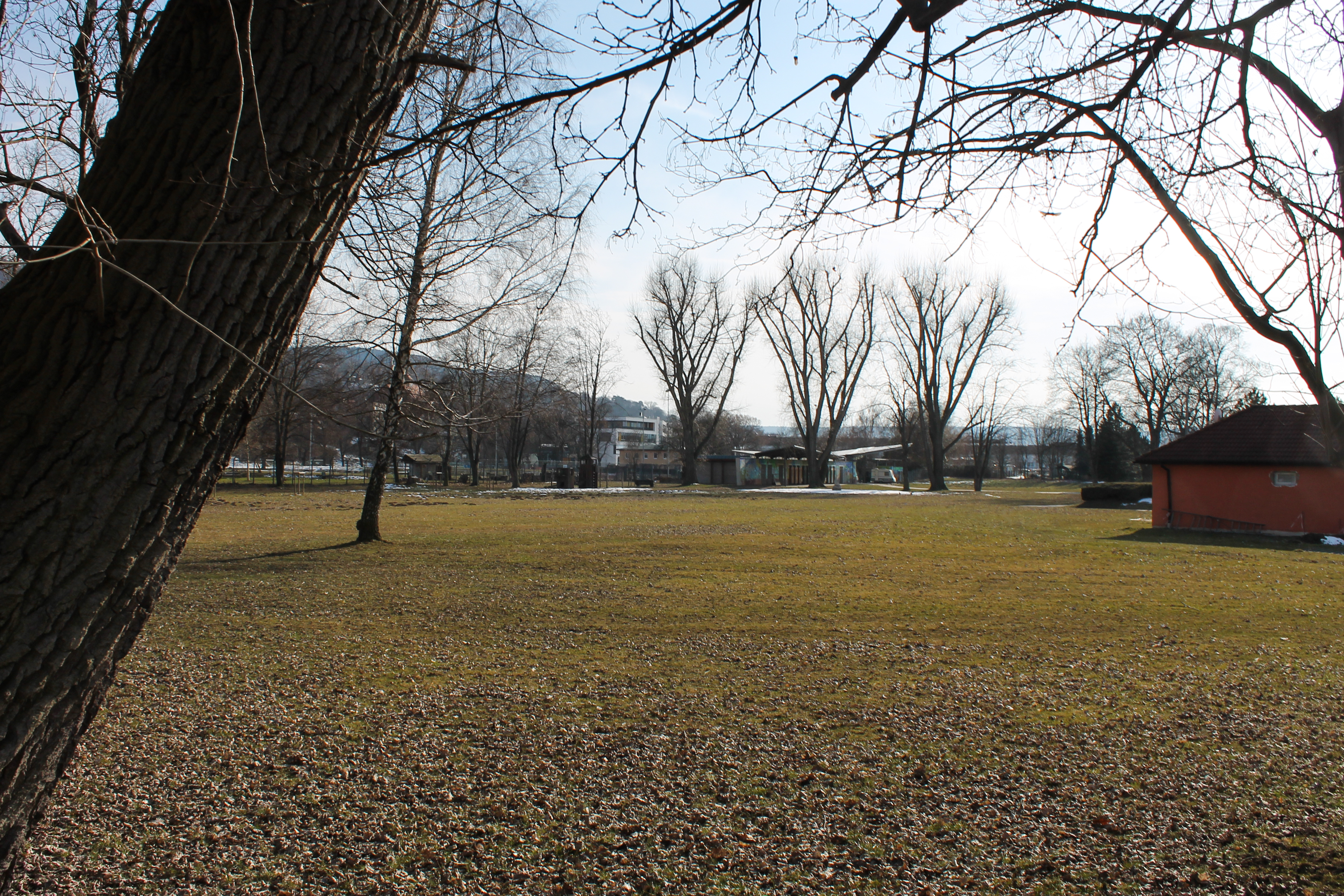
Das Ostbad während der Winterpause

Dieses im Nordosten der Stadt am Fuße des Jenzigs liegende und im Gegensatz zum Südbad auf Basis von Schwimm- und Planschbecken eingerichtete, renovierte Freibad ist in der warmen Jahreszeit eine beliebte Anlaufstelle für Schüler, Schwimmer und Familien. Das Schwimmbecken hat eine Länge von beinahe 50 Metern und eine maximale Wassertiefe von 2,1 Metern. Es stehen eine 65 Meter messende Wasserrutsche sowie verschiedene Trocken-Sportangebote zur Verfügung.

### Südbad

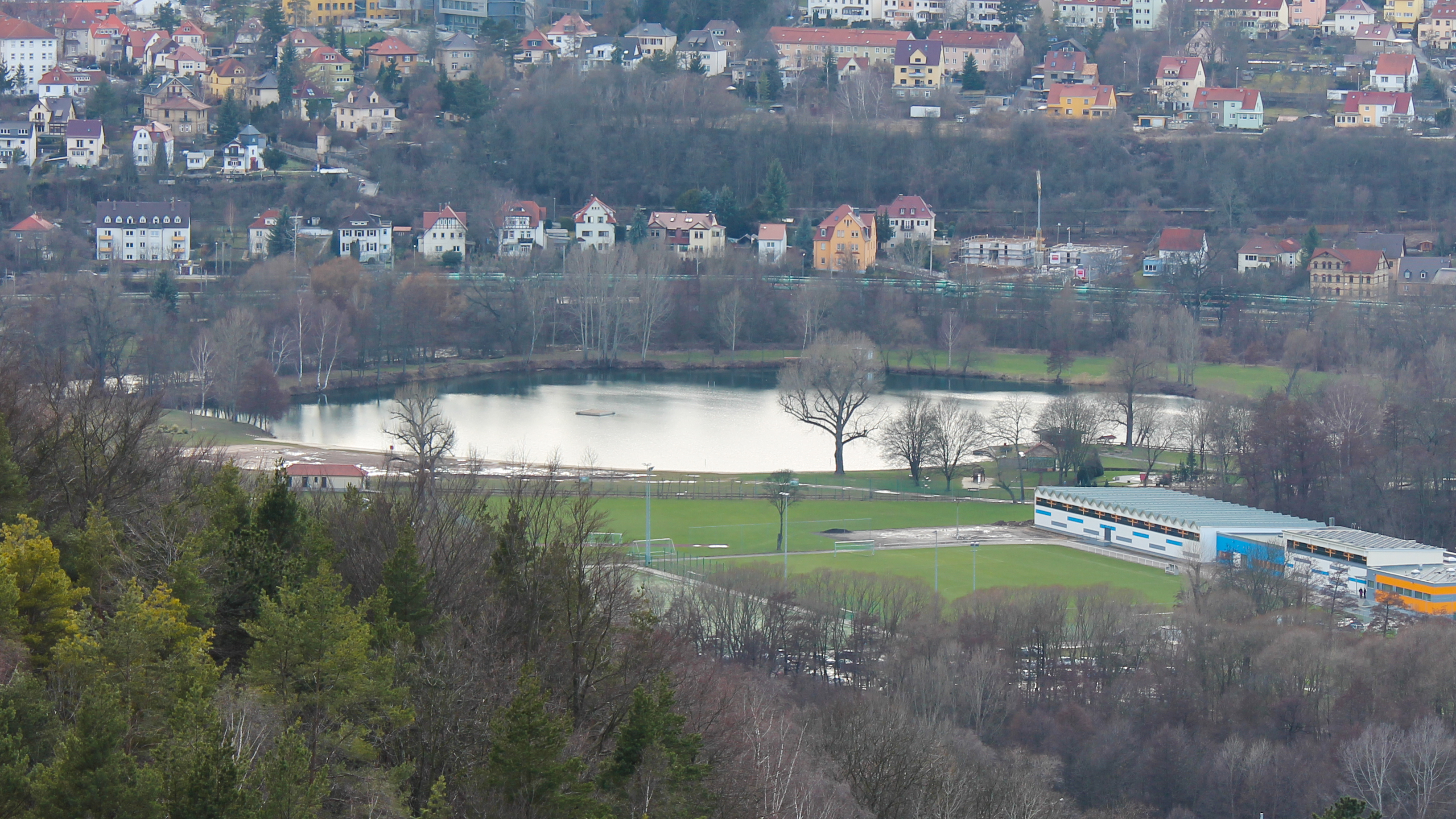
Schleichersee

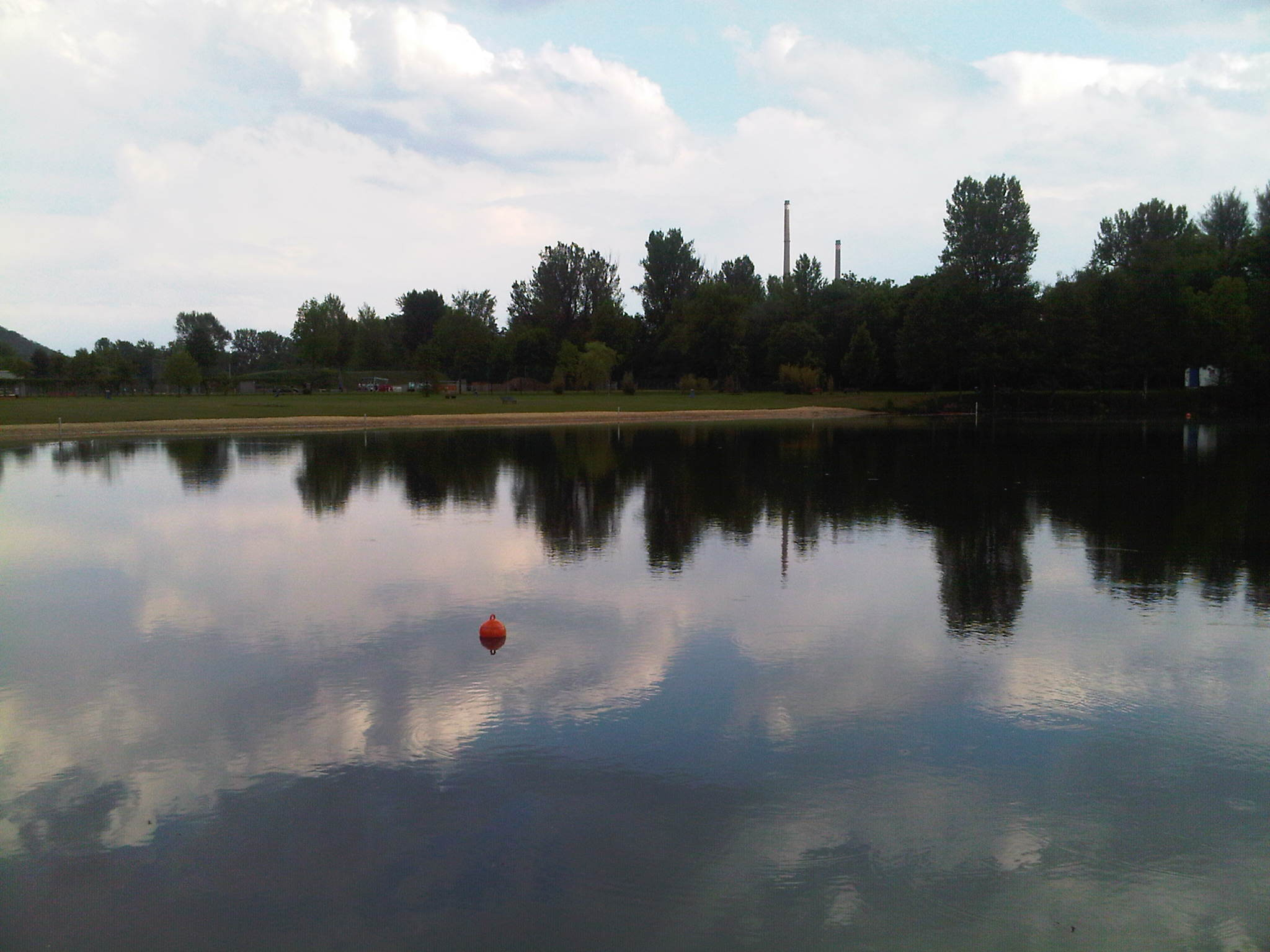
Blick auf den Strand

Der Ursprung des Südbades geht auf Bestrebungen des Sportvereins „Wasserfreunde Jena“ zurück, die von Paul Schleicher in der Oberaue betriebene Kiesgrube für den Schwimmsport zu nutzen. Ab 1936 entstand am nordwestlichen Ufer des im Aufbau befindlichen Grubensees (im Volksmund Schleichersee genannt) eine wettkampftaugliche Sportanlage mit 50-Meter-Bahnen und Sprungbrett, dazu im Uferbereich ein Funktions- und Umkleidegebäude. Diese Anlage wurde bis in die 1960er Jahre genutzt und verfiel dann, der Abbau erfolgte erst bei der Sanierung des Südbades nach 1987.
Nach dem Zweiten Weltkrieg wurde der gesamte Schleichersee von der Stadt übernommen und ab 1947 als Badesee genutzt. Er ist 3,8 Hektar groß, durchschnittlich 2,5 und maximal 4,0 Meter tief. Der Wasseraustausch erfolgt, trotz nur 12 m Abstand zur Saale, hauptsächlich durch Zufluss von Grundwasser am Seegrund. Ein Teil des Sees ist als Angelgebiet eingestuft und darf nicht zum Schwimmen genutzt werden. Am Ostufer des in den Sommermonaten zum Baden freigegebenen Gewässers befindet sich bis heute eine Gaststätte. Im nordwestlichen Bereich des Geländes befindet sich ein Kleinkindplanschbecken, weitere Attraktionen für Kinder wurden am vorderen Flachufer etabliert. Im Sommer 2007 wurde in der Nähe der vorhandenen Ballspielfelder eine separate „Strandbar“ (Strandschleicher) eröffnet, der von Mai bis September geöffnet ist. Der südliche Randbereich des Freibadgeländes wird als nicht offizieller, aber geduldeter FKK-Bereich genutzt.
Die Wasserqualität des Schleichersees wurde jahrzehntelang kontrovers diskutiert, da zur DDR-Zeit kaum zuverlässige Daten vorlagen und das Wasser üblicherweise bräunlich gefärbt war. Im Sommer 1986 trat erstmals eine Algenblüte auf, die zu einem mehrjährigen Badeverbot führte. Als Sanierungsmaßnahmen wurden 1987/1988 eine Tiefenwasserbelüftung und Flachbrunnen zur Einleitung zusätzlichen Grundwassers angelegt und der im See liegende Faulschlamm hinter eine Barriere im Nordteil des Sees verschoben. Diese Behelfsmaßnahme erwies sich langfristig als unzureichend; in warmen Sommermonaten war immer wieder beginnende Eutrophierung zu beobachten. Um die Wasserqualität dauerhaft zu sichern, wurde im Winter 2010/2011 der Schleichersee abgefischt, leer gepumpt, ausgeschachtet und der Schlamm (5400 m³) abgefahren, danach der künstliche Sandstrand erneuert und erweitert.
Nach Flutung des Sees und neuem Fischbesatz verursachte das Saalehochwasser 2013 erneut Schäden, als die Oberaue teilweise überflutet und der See mit der Saale verbunden wurde. Unter anderem wurde der Sandstrand weggespült und es gelangten unkontrolliert Fische aus der Saale in den See; die Aufräumarbeiten führten zu einer längeren ungeplanten Schließung. Bei zukünftigen Hochwasserereignissen ist mit ähnlichen Auswirkungen zu rechnen.

### Saalebäder (bis 1954)
Die Saale war in der gewässerarmen Jenaer Region bis in das 20. Jahrhundert ein wichtiges Badegewässer; allein in Jena bestanden mehrere Flussbadeanstalten an der Saale und ihren Nebenarmen. Diese wurden jedoch teilweise schon vor dem Zweiten Weltkrieg wegen starker Verschmutzung der Saale geschlossen, wofür hauptsächlich der Abwasseranfall des 1936 eröffneten Zellwolle-Werkes in Rudolstadt-Schwarza verantwortlich war. Im Jahre 1954 wurde die Saale dauerhaft für das Baden gesperrt und den verbliebenen Saalebädern damit die Existenzgrundlage entzogen. Um das Jahr 2000 erreichte die Saale jedoch im Raum Jena wieder die Gewässergüteklasse II und kann zum Baden genutzt werden. Dies geschieht jedoch nur sporadisch und auf eigene Gefahr.

#### Stadtbad (Lichtenhainer Bad)

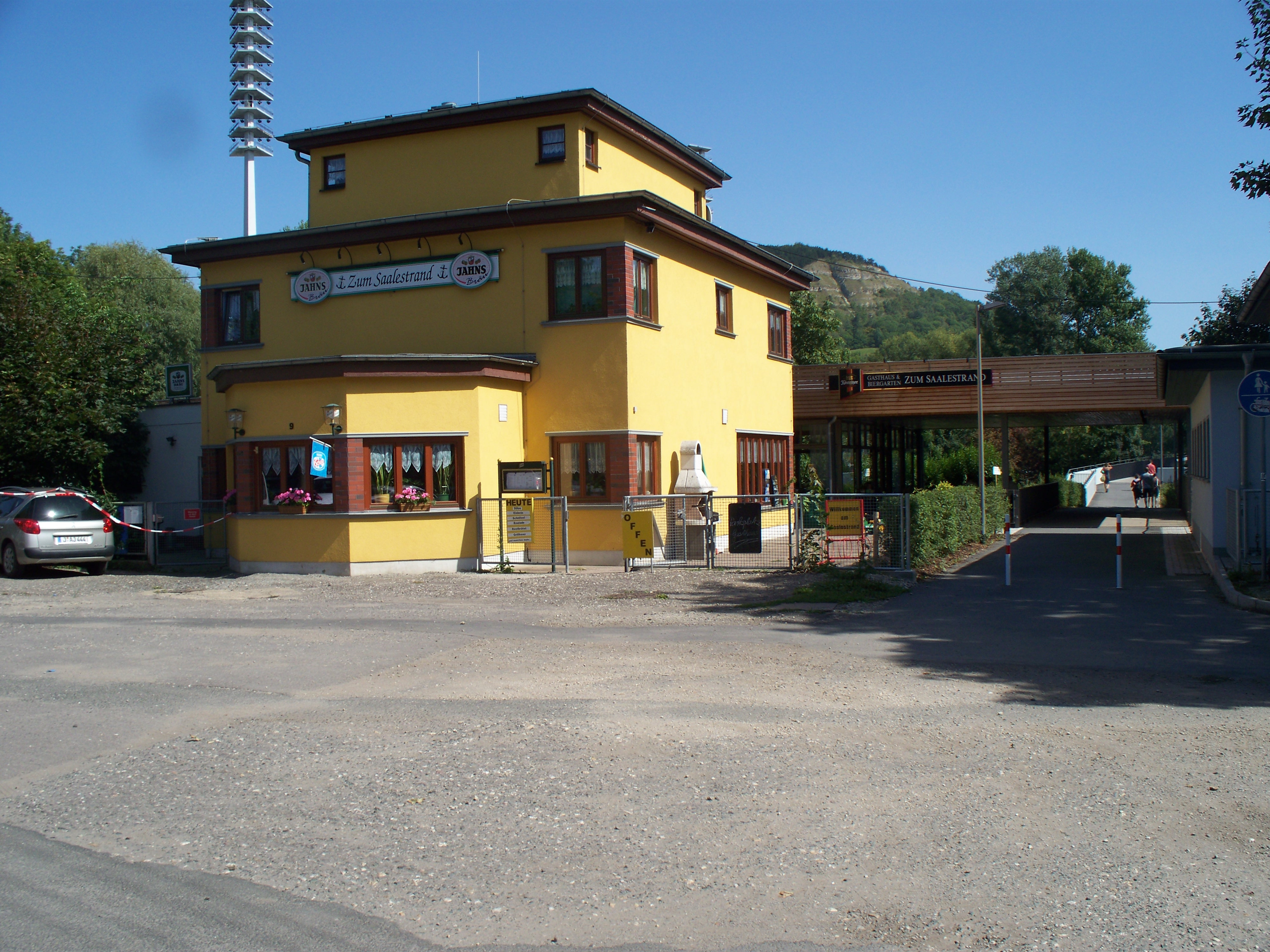
Hauptgebäude des ehemaligen Stadtbades

Das Stadtbad am Burgauer Weg entstand nach dem Ersten Weltkrieg aus der Militärschwimmanstalt des von 1867 bis 1919 in Jena stationierten Infanterie-Truppenteils. In den 1920er Jahren wurde es für 156.000 Mark zu einer damals hochmodernen Einrichtung für über 2000 Besucher ausgebaut; es entstanden Liegewiesen, Umkleideräume, Sportanlagen, Kinderplanschbecken und Gaststätte. Die Anlage wurde am 2. Juni 1929 eröffnet, litt jedoch bald unter der zunehmenden Verschmutzung der Saale: 1939 war die Besucherzahl gegenüber 1929 auf ein Drittel eingebrochen. Das Bad wurde 1954 als letztes Jenaer Flussbad geschlossen, nachdem das benachbarte Südbad fertiggestellt war.
In den 1960er Jahren übernahm der VEB Jenapharm das Objekt und eröffnete es am 1. Juli 1968 wieder als Naherholungszentrum, wobei das Planschbecken anfangs noch genutzt, aber später verfüllt wurde. In den 1990er Jahren wurde die Anlage wieder von der Stadt übernommen, renoviert und verpachtet (Gaststätte „Zum Saalestrand“, Circus Momolo, Angler-Union Jena e.V.). An der Stelle des früheren Saalebades führt heute die Lichtenhainer Brücke über die Saale.

#### Weitere Flussbäder in Jena
Diese Bäder waren meist kleine Anlagen, die spätestens in den 1950er Jahren geschlossen wurden. Heute, viele Jahrzehnte später, sind keine Spuren mehr von ihnen sichtbar.
Das Carlsbad war eine offizielle Badestelle an der heute verfüllten Mühllache der Rasenmühle zwischen der Saalebahn und der Rasenmühleninsel auf Höhe des Carl-Alexander-Platzes (heute Alexander-Puschkin-Platz), die wegen stark verschmutzten Wassers im Jahre 1912 geschlossen wurde.
Das Eisrechenbad oder Paradiesbad, ehemals „akademisches Saalebad“, lag am linken Saaleufer unterhalb der Paradiesbrücke. Die Stadt übernahm und renovierte es im Jahre 1898. Ab 1908 war dort Frauen das Baden gestattet, wofür eigene Öffnungszeiten eingeführt wurden. Das Bad wurde nach 1945 nicht wieder eröffnet.
Das Marienbad war eine 1884 eröffnete, nur Frauen vorbehaltene Badeanstalt an der Lache zwischen Saalbahnhofstraße und Gerbergasse, die später wegen der häufig unzumutbaren Wasserqualität (Abwässer des alten Schlachthofes an der Tonnenmühle) in Verruf geriet. Die Lache wurde 1938 zugeschüttet; heute steht an dieser Stelle das Haus Saalbahnhofstraße 9.
Etwa 900 m flussabwärts vom Eisrechenbad, am rechten Saaleufer gegenüber dem Wiesencenter, befand sich das Griesbad oder Wenigenjenaer Bad. Es wurde 1891 von der Gemeinde Wenigenjena errichtet, 1903 erneuert sowie 1908 nochmals erweitert. Mit der Eingemeindung Wenigenjenas am 1. Oktober 1909 wurde es von der Stadt Jena übernommen und 1937 wegen schlechter Wasserqualität geschlossen.
Die 1946 nach Jena eingemeindete Kleinstadt Lobeda südlich von Jena besaß von 1925 bis 1947 ein eigenes kleines Saalebad unterhalb der heutigen Theobald-Renner-Straße. Ähnliche Badestellen befanden sich beispielsweise in Wöllnitz, Burgau und Zwätzen.